# 1979 في السعودية
تحتوي هذه المقالة على أهم الأحداث التي شهدتها السعودية في 1979، إضافة إلى أهم الشخصيات السعودية التي وُلدت أو تُوفيت في هذه السنة.

## السياسة

### الحكم
الملك: خالد بن عبد العزيز آل سعود

### يناير
- 1: كمال أدهم، مدير مكتب الاتصالات الخارجية.

## أحداث

### فبراير
- 8: قيام الوحدات السعودية بالانسحاب من قوات الردع العربية في لبنان.[1]

### مارس
11: بدء أعمال الدورة الرابعة لمؤتمر وزراء الصحة العرب في الرياض، وقد اشتمل جدول أعماله على دعم بعض الدول العربية التي تحتاج إلى دعم صحي وكذلك توفير الرعاية الطبية ومنع تلوث البيئة.

### أبريل
- 23: السعودية تقطع العلاقات الدبلوماسية مع جمهورية مصر ردًا على توقيع معاهدة السلام مع إسرائيل.[3]

### يوليو
- 1: إعلان الملك خالد عن رفض السعودية للتهديدات الموجهة لمنطقة الخليج، وحمَّل شركات البترول الدولية مسؤولية رفعها للأسعار.[4]
- 3: وصول الرئيس الصومالي محمد سياد بري إلى الرياض في زيارة رسمية تباحث فيها المواضيع مع الملك خالد.[4]
- 4: السعودية تعلن قراراً بزيادة إنتاجها من النفط الخام بشكل مؤقت.[5]
- 8: قيام روبرت شتراوس مبعوث الرئيس الأمريكي جيمي كارتر إلى الشرق الأوسط بزيارة سريعة إلى الرياض أطلع خلالها الملك خالد عن نتائج محادثات الحكم الذاتي الفلسطيني.[6]
- 15: قيام وزير الدفاع الفرنسي إيفون بروج بزيارة إلى السعودية بحث فيها مع وزير الدفاع السعودي سلطان بن عبد العزيز اتفاقيات السلاح الفرنسي للسعودية.[7]

### أغسطس
- 30: قيام الرئيس السوداني جعفر النميري بزيارة إلى الطائف تباحث فيها مع الملك خالد تطور العلاقات العربية والأفريقية.[8]

### سبتمبر
- 24: عمل اجتماع في الطائف بين وزراء بترول دول الخليج إلا أنه لم ينتج عنه أي اتفاق حول جدول أعمال الحوار المزمع إجراؤه بين الدول العربية المنتجة للنفط والسوق الأوروبية المشتركة.[9]
- 26: القاعدة البحرية في الجبيل تستقبل أربع قطع بحرية أمريكية جديدة يقودها أطقم سعوديون أتموا دراستهم وتدريباتهم في الولايات المتحدة.[9]

### أكتوبر
- 6: وصول رئيس الوزراء اللبناني سليم الحص إلى الرياض لإجراء مباحثات حول إمكانية عقد مؤتمر قمة عربي في الرياض لبحث الموقف في جنوب لبنان.[10]

### نوفمبر
- 20: حادثة اقتحام الحرم المكي من قِبَل جهيمان العتيبي.[11][12]

- 25: الاحتجاجات الشيعية في القطيف والأحساء.[13]

## مواليد
- سعد بن لادن، أحد أبناء أسامة بن لادن.
- فهد العتيبي، معلق رياضي.
- مزن حسن، نسويّة مصرية.

### يناير
- 10: ناصر الحلوي، لاعب كرة قدم سابق.[14]
- 14: منصور الثقفي، لاعب كرة قدم سابق.[15]
- 17: بدر الحقباني، لاعب كرة قدم سابق.[16]
- 23: صالح الصقري، لاعب كرة قدم سابق.[17]

### فبراير
- 2: فهد الزهراني، لاعب كرة قدم سابق.[18]
- 5: علي العبدلي، لاعب كرة قدم سابق.[19]
- 8: فيصل العبيلي، لاعب كرة قدم سابق.[20]
- 11: مبروك زايد، لاعب كرة قدم سابق شغل مركز حارس مرمى.[21]

### مارس
- 23: فادي لافي، لاعب كرة قدم فلسطيني.

### أبريل
- 3: نايف القاضي، لاعب كرة قدم سابق.[22]
- 11: عمر الغامدي، لاعب كرة قدم سابق.[23]
- 19: عادل الطريفي، صحفي شغل منصب وزير الثقافة والإعلام سابقاً.
- 25: منال الشريف، ناشطة حقوقية.

### مايو
- 2: إبراهيم الحكمي، مغني وملحن.
- 7: مهند الشهري، أحد المتهمين في أحداث 11 سبتمبر.
- 27: ميثم الرزق، ممثل.
- 28: عبد العزيز العمري، أحد المتهمين في أحداث 11 سبتمبر.
- 31: زيشان جاويد شاه، مخرج باكستاني ولد في السعودية ومقيم في البحرين.[24]
- 31: عبد العزيز الهليل، لاعب كرة قدم سابق.[25]

### يونيو
- 17: وليد أبوالخير، ناشط حقوقي.
- 24: سميرة عزيز، صحفية ومعدة برامج وصانعة أفلام سعودية من أصول باكستانية.

### يوليو
- 1: هاني العويض، لاعب كرة قدم سابق شغل مركز حارس مرمى.
- 2: أحمد الغامدي، أحد المتهمين في أحداث 11 سبتمبر.
- 7: إبراهيم الربيش، قيادي بارز في تنظيم القاعدة في جزيرة العرب.
- 24: سناء إبراهيم، ممثلة معتزلة.[26]
- 25: أحمد ماطر، طبيب وفنان تشكيلي.
- 27: يسري الباشا، لاعب كرة قدم سابق.[27]

### أغسطس
- 18: أحمد القضماني، سبّاح سابق شارك في الألمبياد ودورة الألعاب العربية.
- 27: محمد حسن علوان، روائي وصحفي يشغل منصب الرئيس التنفيذي لهيئة الأدب والنشر والترجمة.[28]

### أكتوبر
- 1: أحمد جهوي، لاعب كرة قدم سابق.[29]
- 5: تركي بن محمد بن فهد آل سعود، وزير الدولة وعضو بمجلس الوزراء وأحد أبناء محمد بن فهد بن عبد العزيز آل سعود.[30]

### نوفمبر
- 14: حسين طاهر السبع، رياضي سعودي يشارك في رياضة الوثب الطويل.
- 19: محمد مانع القحطاني، أحد المعتقلين في سجن غوانتانامو.
- 21: سعيد الغامدي، أحد المتهمين في أحداث 11 سبتمبر.

### ديسمبر
- 10: خالد الشيباني شاعر وروائي ومؤلف سينمائي مصري.
- 26: سلطان البلوي لاعب كرة قدم سابق.

## وفيات

### ديسمبر
- 17: ناصر السعيد، كاتب ومؤرخ ومعارض (و. 1923).